# مجموعة خطوط لاتام الجوية
مجموعة خطوط لاتام الجوية أو مجموعة لاتام هي شركة طيران قابضة أمريكية لاتينية، تأسست بموجب القانون التشيلي ويقع مقرها في لاس كوندس سانتياغو، التشيلي. المجموعة تملك مكاتب في بوداويل، سانتياغو وساوباولو في البرازيل، كما أنها تمتلك شركات فرعية في كل من الأرجنتين، كولومبيا، الإكوادور، البيرو والباراغواي.
مجموعة خطوط لاتام الجوية هي شركة طيران تشيلية قابضة يقع مقرها في سانتياغو، تشيلي. تعتبر أكبر شركة طيران في أمريكا اللاتينية ولها فروع في البرازيل وكولومبيا والإكوادور وباراغواي وبيرو. تقدمت الشركة بطلب إفلاس بموجب الفصل 11 في الولايات المتحدة في 26 مايو 2020 ، بسبب المشاكل الاقتصادية المنسوبة إلى تأثير جائحة فيروس كورونا على الطيران.

## الملكية
المساهمون في الشركة اعتبارًا من مارس 2021 هم:
| المساهم               | الحصة  |
| --------------------- | ------ |
| خطوط دلتا الجوية      | 20.0%  |
| مجموعة كويتو          | 16.4%  |
| الخطوط الجوية القطرية | 10.0%  |
| مجموعة أمارو          | 6.4%   |
| مستثمرون آخرون        | 47.2%  |
|                       | 100.0% |

## العمليات
اعتبارًا من 31 ديسمبر 2017، تعد خطوط لاتام الجوية واحدة من أكبر مجموعات شركات الطيران في العالم، حيث تشغل الشركات التابعة لها أسطولًا مشتركًا مكونًا من 315 طائرة تقدم خدمات نقل الركاب إلى 137 وجهة في 24 دولة؛ و18 طائرة تقدم خدمات الشحن إلى 144 وجهة في 29 دولة.
المحاور الرئيسية لاتام هي مطار أرتورو ميرينو بينيتيز الدولي في سانتياغو في تشيلي. مطار خورخي تشافيز الدولي في ليما؛ مطار غواروليوس الدولي؛ ومطار إلدورادو الدولي في بوغوتا. تستكشف الشركة إنشاء مركز جديد في شمال شرق البرازيل بهدف توسيع العمليات بين أوروبا وأمريكا الجنوبية. بوغوتا هي مركز منطقة البحر الكاريبي.

أعلنت لخطوط اتام الأرجنتين أنها ستوقف عمليات الشحن المحلية لفترة غير محددة.

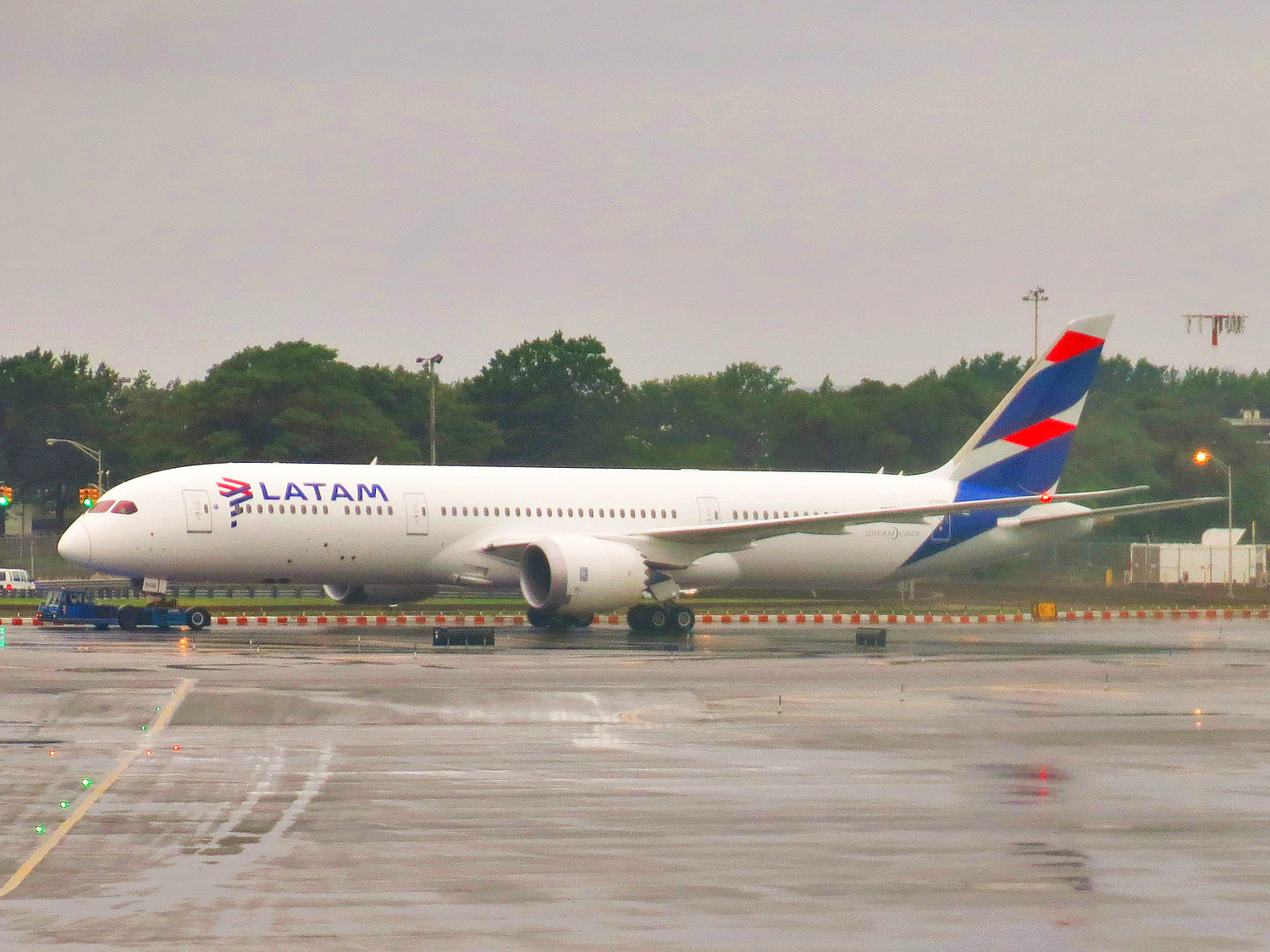
طائرة خطوط لان الجوية بوينغ 787 في مطار جون إف كينيدي الدولي في يوليو 2016.

### الشركات التابعة

#### الحالية

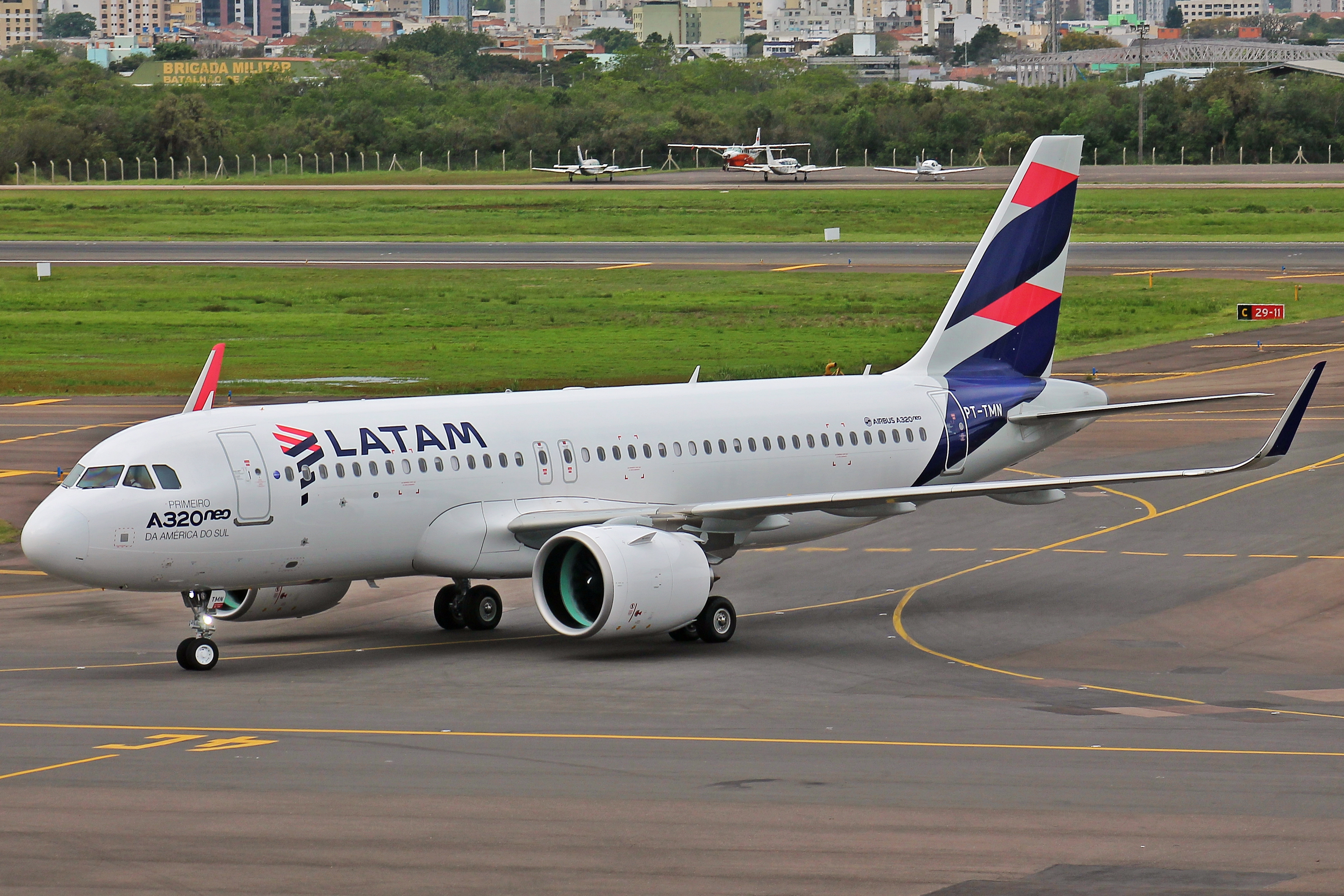
طائرة إيرباص إيه 321 نيو في Salgado Filho International Airport في 2016.

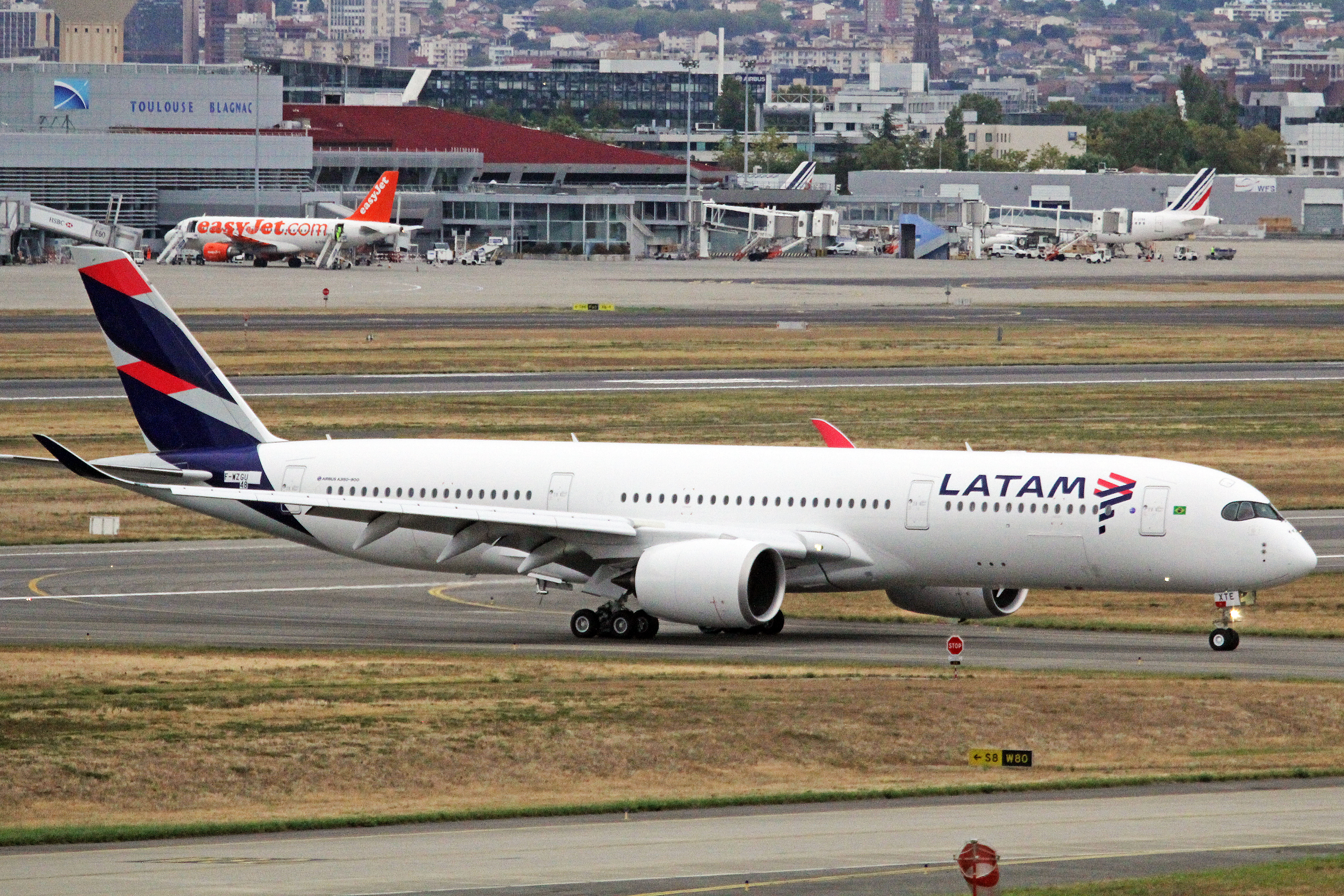
طائرة إيرباص إيه 350 في مطار تولوز بلانياك في 2016.

فيما يلي شركات الطيران المملوكة لمجموعة خطوط لاتام الجوية:
| الدولة    | الشركة               |
| --------- | -------------------- |
| البرازيل  | خطوط تام الجوية      |
| البرازيل  | LATAM Cargo Brasil   |
| تشيلي     | خطوط لان الجوية      |
| تشيلي     | لاتام للشحن تشيلي ‏   |
| تشيلي     | LATAM Express        |
| كولومبيا  | لاتام كولومبيا       |
| كولومبيا  | LATAM Cargo Colombia |
| الإكوادور | لاتام الإكوادور      |
| باراغواي  | لاتام باراغواي       |
| بيرو      | لاتام بيرو           |

#### السابقة
| الدولة           | الشركة                                            |
| ---------------- | ------------------------------------------------- |
| الارجنتين        | لاتام الأرجنتين (توقفت عماليتها في 2020)          |
| المكسيك          | LATAM Cargo Mexico (بيعت في 2018)                 |
| الولايات المتحدة | Florida West International Airways (بيعت في 2016) |

### الأسطول
اعتبارًا من ديسمبر 2022، تمتلك مجموعة لاتام الجوية وتشغل الطائرات التالية:
| الطائرة             | في الخدمة | في الخدمة | المشغل               |
| ------------------- | --------- | --------- | -------------------- |
| إيرباص إيه 319      | 40        | 19        | خطوط تام الجوية      |
| إيرباص إيه 319      | 40        | 3         | خطوط لان الجوية      |
| إيرباص إيه 319      | 40        | 5         | لاتام كولومبيا       |
| إيرباص إيه 319      | 40        | 4         | لاتام الإكوادور      |
| إيرباص إيه 319      | 40        | 9         | لاتام بيرو           |
| إيرباص إيه 320      | 128       | 55        | خطوط تام الجوية      |
| إيرباص إيه 320      | 128       | 30        | خطوط لان الجوية      |
| إيرباص إيه 320      | 128       | 8         | لاتام كولومبيا       |
| إيرباص إيه 320      | 128       | 4         | LATAM Express        |
| إيرباص إيه 320      | 128       | 26        | لاتام بيرو           |
| إيرباص إيه 320      | 128       | 5         | لاتام باراغواي       |
| إيرباص إيه 321 نيو  | 16        | 10        | خطوط تام الجوية      |
| إيرباص إيه 321 نيو  | 16        | 4         | خطوط لان الجوية      |
| إيرباص إيه 321 نيو  | 16        | 2         | لاتام بيرو           |
| إيرباص إيه 321      | 49        | 31        | خطوط تام الجوية      |
| إيرباص إيه 321      | 49        | 9         | خطوط لان الجوية      |
| إيرباص إيه 321      | 49        | 9         | LATAM Express        |
| بوينغ 767-إي أر 300 | 14        | 4         | خطوط تام الجوية      |
| بوينغ 767-إي أر 300 | 14        | 10        | خطوط لان الجوية      |
| بوينغ 767-300       | 16        | 3         | LATAM Cargo Brasil   |
| بوينغ 767-300       | 16        | 1         | LATAM Cargo Ecuador  |
| بوينغ 767-300       | 16        | 9         | LATAM Cargo Colombia |
| بوينغ 767-300       | 16        | 4         | لاتام للشحن تشيلي ‏   |
| بوينغ 777           | 10        | 10        | خطوط تام الجوية      |
| بوينغ 787-8         | 10        | 10        | خطوط لان الجوية      |
| بوينغ 787-9         | 19        | 1         | خطوط تام الجوية      |
| بوينغ 787-9         | 19        | 18        | خطوط لان الجوية      |
| المجموع             | 300       | 300       |                      |

## وصلات خارجية
- مجموعة خطوط لاتام الجوية (إنجليزي)
- خطوط لان الجوية (إنجليزي)
- خطوط تام الجوية (إنجليزي)